# آزمون گاوس
آزمون گاوس آزمونی برای تشخیص واگرایی یا همگرایی سری است.
در سری {\displaystyle \sum U_{n}} هرگاه دنباله مطلقاً کراندار {\displaystyle \left\{{U_{n}}\right\}} موجود باشد که به ازای یک عدد صحیح و مفروض {\displaystyle n_{0}} و {\displaystyle n>n_{0}} داشته باشیم:
{\displaystyle {\Bigg |}{\frac {U_{n+1}}{U_{n}}}{\Bigg |}=1-{\frac {L}{n}}+{\frac {v_{n}}{n^{2}}}}
که در آن به ازای عدد مفروض {\displaystyle M} و {\displaystyle n>n_{0}} داریم {\displaystyle {\big |}v_{n}{\big |}<M}، آنگاه:
- اگر {\displaystyle L>1} سری همگراست.
- اگر {\displaystyle L\leq 1} سری واگرا یا همگرای مشروط است.